# Pim Bouwman
Pim Bouwman (Vlissingen, 30 januari 1991) is een Nederlands voetballer die als middenvelder speelt.

## Loopbaan
Bouwman speelde sinds 2001 in de jeugdopleiding van NAC. Daarvoor speelde hij bij VV RCS in Oost-Souburg. Hij maakte zijn debuut tegen sc Heerenveen (3-1 verlies). In januari 2012 tekende hij een contract voor twee jaar bij FC Inter Turku. In 2014 vertrok Bouwman naar Enosis Neon Paralimni en in 2016 kwam hij bij Ermis Aradippou. In augustus 2018 verliet hij de club. Vanaf januari 2019 komt Bouwman uit voor het Belgische Cappellen FC. In het seizoen 2019/20 keerde hij terug op Cyprus bij Othellos Athienou. Medio 2020 keerde Bouwman terug bij Cappellen. Een jaar later ging hij naar RKSV Halsteren.

## Carrièrestatistieken
| seizoen | club                  | land      | competitie    | wed. | goals |
| ------- | --------------------- | --------- | ------------- | ---- | ----- |
| 2009/10 | NAC Breda             | Nederland | Eredivisie    | 0    | 0     |
| 2010/11 | NAC Breda             | Nederland | Eredivisie    | 1    | 0     |
| 2011/12 | NAC Breda             | Nederland | Eredivisie    | 1    | 0     |
| 2012    | FC Inter Turku        | Finland   | Veikkausliiga | 30   | 5     |
| 2013    | FC Inter Turku        | Finland   | Veikkausliiga | 22   | 0     |
| 2014/15 | Enosis Neon Paralimni | Cyprus    | 2.Division    | 17   | 1     |
| 2015/16 | Enosis Neon Paralimni | Cyprus    | 2.Division    | 21   | 2     |
| 2016/17 | Ermis Aradippou       | Cyprus    | 1.Division    | 25   | 2     |
| 2017/18 | Ermis Aradippou       | Cyprus    | 1.Division    | 15   | 0     |
| 2018/19 | Ermis Aradippou       | Cyprus    | 1.Division    | 1    | 0     |
| Totaal  |                       |           |               | 133  | 10    |